# Louis Ferrante
Louis Ferrante (New York, 13 maggio 1969) è un ex mafioso e scrittore statunitense, membro della famiglia Gambino di Cosa nostra statunitense.
Louis Ferrante, è un ex affiliato alla Famiglia Gambino, dopo aver passato 8 anni in prigione diventa uno scrittore di criminalità. Riesce ad avere un suo programma televisivo su Discovery Networks International in onda in 195 paesi ed è stato nominato al Grierson Trust Award che è il premio più alto per un documentario nel Regno Unito. È anche apparso sui canali televisivi MSNBC, Fox News Channel, BBC, PBS, Comedy Central, e The History Channel. Il 15 settembre 2011, Ferrante parlò al Ideas Economy: Human Potential Summit in New York City dell'Economist.

## Opere
- Ferrante, Louis (2011). Mob Rules: What the Mafia Can Teach the Legitimate Businessman. ISBN 978-1-59184-398-6.
- Ferrante, Louis (2015). The Three Pound Crystal Ball: How the Dreaming Brain Can See the Future. ISBN 978-0-692-43908-1.
- Ferrante, Louis (2009). Unlocked: The Life and Crimes of a Mafia Insider. ISBN 978-0-06-113386-2.
- Holbert, Holly M., editor. (2010). Signed, Your Student: Celebrities Praise the Teachers Who Made Them Who They Are Today. ISBN 978-1-60714-121-1.
- Langum, David J. (1999). William M. Kunstler: The Most Hated Lawyer in America. ISBN 0-8147-5150-4.
- Manning, Sean, editor (2010). Bound to Last: 30 Writers on Their Most Cherished Book. ISBN 978-0-306-81921-6.